# Pablo Diogo
Pour les articles homonymes, voir Diogo.
Pablo Diogo est un footballeur brésilien né le 18 décembre 1992 à Campinas. Il évolue au poste d'ailier.

## Biographie
Pablo joue au Brésil et au Japon.
Il dispute un match en Copa Libertadores avec le club de l'Atlético Mineiro.